# یواس‌اس آلبانی (۱۸۴۶)
یواس‌اس آلبانی (۱۸۴۶) (به انگلیسی: USS Albany (1846)) یک کشتی بود که طول آن ۱۶۳ فوت ۶ اینچ (۴۹٫۸۳ متر) بود. این کشتی در سال ۱۸۴۶ ساخته شد.